# Гилберт Плејнс (Манитоба)
Гилберт Плејнс (енгл. Gilbert Plains) је малена варош у западном делу канадске провинције Манитоба у оквирима географско-статистичке регије Паркланд. Варошица се налази између вароши Грандвју на западу и града Дофена на истоку на деоници локалног друма број 5. Удаљена је неких 400 км северозападно од административног центра провинције града Винипега.
Према резултатима пописа становништва из 2011. у варошици је живело 811 становника у 384 домаћинства, што је за 6,7% више у односу на 760 житеља колико је регистровано
приликом пописа 2006. године.

## Становништво
| 2011. |
| ----- |
| 811   |